# Nuevos dioses (novela)
Nuevos dioses es una novela de anticipación de Alberto Vázquez-Figueroa.

## Resumen
Alain Remy-Duray es un magnate francés dueño de importantes periódicos que lleva una vida de lujo hasta que le diagnostican una dolencia cardíaca incurable. una misteriosa clínica le ofrece someterlo a un tratamiento médico secreto a cambio de una enorme suma de dinero. Como no tiene nada que perder Alain acepta. La operación se lleva a cabo y resulta ser un éxito, Alain no solo está curado, también está más joven. Llevado por su curiosidad periodística y por el extraño hecho de que tiene una cicatriz en la mano que antes no tenía, Alain decide descubrir que se oculta tras ese exclusivo grupo médico.

### Relación con la realidad
Teniendo en cuenta que está novela se publicó en 1980 no cabe duda de que se anticipó a su tiempo . El procedimiento de clonación que se describe en ella es muy similar al que se llevó a cabo muchos años después con la Oveja Dolly, el primer ser vivo clonado de la historia. Nuevos dioses se catalogó como una novela de ciencia ficción en la época de su publicación pero en la actualidad ya no lo es tanto y cobra vigencia como una lucida advertencia de los peligros de la ciencia y de la manipulación genética.